# Clathurella fuscobasis
Clathurella fuscobasis é uma espécie de gastrópode do gênero Clathurella, pertencente a família Clathurellidae.